# Грицай, Александр Анатольевич
Алекса́ндр Анато́льевич Грица́й (укр. Олександр Анатолійович Грицай; род. 30 сентября 1977, Чернигов) — украинский футболист, полузащитник. Выступал за сборную Украины.

## Биография
Футболом начал заниматься в черниговской СДЮШОР, куда его привёл, во втором классе, старший брат Олег. Первый тренер — Валерий Никифорович Подгорный. После окончания спортшколы выступал в любительских командах на первенство Черниговской области. Там его приметил Семён Осиновский, который тренировал «Черкассы» и пригласил в свою команду. К этому времени, там уже играл его старший брат Олег. Черкащане неплохо играли и претендовали на выход в высшую лигу.
Вскоре Александру поступило несколько предложений, о продолжении карьеры, от клубов из России и днепропетровского «Днепра». Игрок выбрал украинский клуб и в 2000 году перебрался вместе со своим братом в Днепропетровск. В высшей лиге дебютировал в марте 2000 года, в матче против «Кривбасса». В днепропетровском клубе он дважды становился призёром чемпионата, играл в финале Кубка Украины, выступал в еврокубках, получил вызов в сборную Украины, где дебютировал 22 августа 2007 года, в товарищеском матче со сборной Узбекистана. После восьми сезонов в днепропетровском клубе, в 2009 году перешёл в «Кривбасс». Отыграв второй круг в его составе, откликнулся на предложение тренера киевского «Арсенала» Александра Заварова, перейти в столичный клуб. В новом клубе, успешно закрепился в основном составе.
В январе 2012 года, по истечении срока контракта, несмотря на то что Александр стабильно играл в основном составе, продлевать соглашение с 34 летним опорным полузащитником руководство киевского клуба не стало, после чего Грицай принял приглашение от «Зари», подписав с луганским клубом двухлетний контракт. В конце февраля, на общекомандном собрании, Грицай был избран вице-капитаном команды, в составе которой дебютировал 11 марта 2012 года, в игре против своего бывшего клуба, киевского «Арсенала». Довольно быстро опытный футболист стал одним из лидеров коллектива, играя практически без замен. В поединке второго круга сезона 2012/13 против запорожского «Металлурга», сыграл юбилейный 300-й матч в высшем футбольном дивизионе Украины.
В июне 2015 года покинул команду в статусе свободного агента, а в конце августа вернулся в качестве помощника главного тренера.
27 июля 2017 года сменил на должности ассистента главного тренера «Зари» Юрия Коваля, который занял пост спортивного директора. 31 мая 2019 года покинул «Зарю» вместе с тренерским штабом.
В январе 2020 года был представлен тренером львовского «Руха»

## Достижения
- Бронзовый призёр Чемпионата Украины (2): 2000/01, 2003/04

## Личная жизнь
С женой Ириной, познакомились на дне рождения футболиста Сергея Косилова. Воспитывают сына Олега и дочь Машу.
Закончил Днепропетровский государственный институт физической культуры в 2008 году.